# 시티 커넥션 (기업)
주식회사 시티 커넥션은 일본의 비디오 게임 개발사이다. 2005년에 설립됐으며 사명은 자레코의 비디오 게임 《시티 커넥션》에서 따왔다.
2013년, 자레코의 지적자산권을 매입해 클라리스 게임스 명의로 자레코 게임 발매 및 타사 대여하기 시작했다.

### 내용주
1. ↑  일본어: 株式会社シティコネクション, 영어: City Connection Co., Ltd

### 참조주
1. ↑  권윤정; 이동헌 (2023년 1월 15일). “"좋은 의미에서 임팩트를 주고 싶다" - 시티 커넥션 요시카와 노부히로 & 에다 타케히로 인터뷰”. 《IGN 코리아》. 2024년 4월 8일에 확인함.